# Tünel
Tünel – podziemna kolej w europejskiej części Stambułu w Turcji. Otwarcie tej drugiej (po metrze w Londynie) w Europie linii podziemnej kolei miało miejsce 17 stycznia 1875. Linia o długości ok. 573 metrów składa się z dwóch stacji, dolnej Karaköy oraz górnej Tünel Meydani. Różnica wysokości między nimi wynosi w przybliżeniu 60 metrów.